# Isekai Nonbiri Nōka
Isekai Nonbiri Nōka (異世界のんびり農家?), también conocida como Farming Life in Another World, es una serie de novelas ligeras japonesas escritas por Kinosuke Naito e ilustradas por Yasumo. Ha sido publicada en línea a través del sitio web de publicación de novelas generadas por usuarios Shōsetsuka ni Narō desde diciembre de 2016. Fue más tarde adquirida por Enterbrain.
Una adaptación a manga ilustrada por Yasuyuki Tsurugi se serializó en la revista de manga shōnen Monthly Dragon Age de Fujimi Shobo desde noviembre de 2017. Una adaptación de la serie al anime de Zero-G se estrenó el 6 de enero de 2023.

## Argumento
Habiendo muerto por una enfermedad a los 39 años, Hiraku Machio tiene otra oportunidad cuando Dios se le presenta y le ofrece una nueva vida en un cuerpo sano y saludable, en compensación por todo el sufrimiento y traiciones que vivió, que en parte habían sido culpa suya. También le ofrece cumplirle un deseo, a lo que Hiraku le solicita una vida tranquila como agricultor en un lugar alejado de la civilización en este nuevo mundo. Dios accede y le proporciona el poder de la herramienta agrícola omnipotente.

## Personajes

### Principales
Hiraku Machio (街尾 火楽 Machio Hiraku?)
 Seiyū: Atsushi Abe
Es el personaje principal de la historia. Es un hombre humano promedio, amigable y tranquilo con la pasión habitual por la agricultura. Mientras comienza por su cuenta, Hiraku termina haciéndose amigo de los lobos infernales a los que llamó Kuro y Yuki, y de la araña demoníaca a la que llamó Zabuton (quienes han obtenido descendencia), e incluso aceptando especies humanoides en su asentamiento. Siendo un humano resucitado de la Tierra (un hecho que no se comparte con nadie), recibió el regalo de un cuerpo sin enfermedades, el regalo de los idiomas y un elemento místico conocido solo como "AFT" ( herramienta agrícola de uso múltiple ). A diferencia de todos los seres del mundo, Hiraku no puede usar magia en absoluto. Sin embargo, tiene encantamientos otorgados por el dios local que lo resucitó. Se consideraba impotente, pero el AFT le otorga habilidades que nadie más puede igualar.
Lu Lulucy (ルールーシー＝ルー Rūrūshī Rū?)
 Seiyū: Shino Shimoji
Una vampira que usa magia y tiene interés en cultivar plantas medicinales. Se le conoce en este mundo como la raza de los inmortales, llegó al Pueblo Gran Árbol huyendo de Tia, después de provocar una explosión en la mansión de un noble por el acoso que sufría por este, se convirtió en la amante del jefe del pueblo y la primera aldeana después de Kuro y Yuki, sus crías de lobos infernales y Zabuton. Su tamaño puede cambiar con sus reservas de poder mágico (que puede recargar bebiendo sangre); aunque ella voluntariamente sigue siendo una lolicon para disuadir la libido masiva de su esposo y puede cambiar su apariencia entre una chica de secundaria y una mujer adulta, pero usa su forma pequeña al principio cada noche para protección.
Tia (ティア?)
 Seiyū: Aya Suzaki
Un ángel femenino también conocido como el "Ángel de la Aniquilación" y enemiga de Lu que fue convencida de quedarse. Los ángeles son una raza monosexual que solo puede dar a luz más ángeles. Trajo consigo las primeras gallinas de la granja, así como las infames Tres Ángeles Asesinos y algunos hombres lagarto.

### Dragones del Reino Dragón
Dryme (ドライム Doraimu?)
 Seiyū: Tetsu Inada
El líder y rey del Reino Dragón que se encuentra al sur del Pueblo Gran Árbol en las montañas occidentales. Siendo conocido por sus títulos el "Dragón Reverenciado" y el "Dragón del Portal", sus tierras actúan como un puesto defensivo para la civilización, ya que están situadas entre el Bosque de la Muerte y el menos conocido Bosque de Hierro. Se convierte en un amigo cercano de Hiraku después de la derrota de un guiverno salvaje (que se escapó del Reino Demoníaco)  y le ofreció a Hiraku todos sus tesoros, así como recibe por parte de este último comida fermentada y vino tinto de su viñedo, para su deleite. Es un gran fanático de las manzanas y considerado un visitante tan frecuente en el pueblo.
Graffaloon (グラッファルーン Guraffarūn?)
 Seiyū: Yōko Hikasa
La esposa de Dryme y siendo conocida como la "Dragona Blanca", es una ser muy poderosa del Reino Dragón. Aparece en el lugar siguiendo a su propia hija y a pesar de que daría el aura de intención asesina, casi termina siendo asesinada por la AFT de Hiraku, pero Zabuton (quien también vivía en el Pueblo Gran Árbol), la ayudó a esquivar el ataque. Mediante la preocupación por la posibilidad de que Hiraku matara a un dragón por error, ordenó a su hija que permaneciera en el pueblo como residente para asegurarse de que Hiraku nunca volviera a apuntar con su AFT a otro miembro del Reino Dragón.
Lastismoon (ラスティスムーン Rasutisumūn?)
 Seiyū: Natsumi Hioka
Siendo conocida como Lasty, es la hija de Dryme y Graffaloon, perteneciente al Reino Dragón. Inicialmente creyó que su padre estaba teniendo una aventura amorosa con otra mujer a espaldas de ella y de Graffaloon, solo para descubrir que le entregaba a Hiraku los tesoros de su templo. Intentó destruir el Pueblo Gran Árbol para evitar que su padre lo visitara de vez en cuando, pero al enterarse del suceso fortuito de su madre por parte de Hiraku, se arrepiente y como medida de castigo por petición de su madre, le ordena que se quede en el Pueblo Gran Árbol para evitar que el poder infinito de Hiraku no se vuelva en su contra y más tarde, se hace cargo de las relaciones diplomáticas del pueblo. Es conocida por sus títulos la "Dragona Loca" (por su personalidad feroz que le temía ante todos) y la "Dragona Comerciante" (por sus deberes que lleva a cabo para el Pueblo Gran Árbol).
Hakuren (ハクレン?)
 Seiyū: Kanae Itō
La hermana mayor de Dryme que termina convirtiéndose en la maestra de escuela del Pueblo Gran Árbol, después de causar algunos problemas por escupir fuego en el bosque (tras ser alertada sobre la aldea debido a la visita de Lasty). Ella siempre exige que Lastismoon la llame "onee-sama" (hermana mayor) cuando es su tía. Es conocida por su título la "Dragona Antigua".

### Reino Demoníaco
Beezel Chrome (ビーゼル＝クローム Bīzeru Kurōmu?)
 Seiyū: Yōji Ueda
Es miembro del Reino Demoníaco de Gargard y de los Cuatro Reyes Celestiales. Es asesor del Rey Demonio y siendo de apariencia humana, se desconoce la extensión de su poder, aparte de que todos los seres vivos tienen alguna forma de magia que pueden usar. Además de su papel de asesor del rey, actúa como representante del rey y es el encargado de la diplomacia y los asuntos exteriores del Reino Demoníaco. Entre sus tareas más comunes se encuentran la mediación con naciones extranjeras y otros territorios.
Flowrem Chrome (フラウレム＝クローム Furauremu Kurōmu?)
 Seiyū: Miho Okasaki
Una demonio e hija humana de Beezel, quien este la envía al Pueblo Gran Árbol para espiar el "poder militar". Ella termina quedándose mucho más tiempo después de ver lo que realmente es y lo que su alcalde humano es capaz de hacer. Más tarde, se convirtió en la contadora del pueblo y en la embajadora entre el Pueblo Gran Árbol y el Reino Demoníaco; y, como negociadora hábil, ayudó a establecer relaciones comerciales con la ciudad costera de Shashaato.
Gargard (ガルガルド Garugarudo?) / Kibsley (キブスリー Kibusurī?)
 Seiyū: Hozumi Gōda
El Rey Demonio y gobernante del Reino Demoníaco. Él, como todos los demonios, tiene increíbles poderes mágicos y aunque tiene un alto nivel de habilidad adecuado para llamarse a sí mismo el Rey Demonio, tiene mala suerte en la lotería y en los torneos de artes marciales, siempre lo emparejan con un oponente de mayor rango. Su verdadero nombre es Kibsley, anteriormente era un aristócrata local y cambió su nombre después de convertirse en Rey Demonio.
Yuri (ユーリ Yūri?)
 Seiyū: Reina Kondō
La hija del Rey Demonio Gargard y princesa del Reino Demoníaco. Ella consideraba ser un importante miembro de rango de la realeza (debido a que no es la heredera, ya que los Reyes Demonio son designados). En el pasado, una vez fue atendida por Flowrem, quien actuó como ayuda para darle consejos. Sin embargo, su partida la dejó angustiada y los reemplazos de Flowrem aconsejaron a la princesa que reuniera un ejército de 300 soldados reales para atacar el Pueblo Gran Árbol (donde Flowrem se había instalado), creyendo que atacar y destruir este pueblo sería su amiga de nuevo a su lado. Sin embargo, sus planes se verían frustrados por las tres lamias actuando bajo las órdenes de Flowrem. Arrepentida por intentar atacar un pueblo pacífico y poner vidas en riesgo innecesariamente, se disculpó con los habitantes y regresó al Reino Demoníaco más decidida y, según su padre, "con un aire de dignidad", creyendo erróneamente que se había enamorado de alguien. Más tarde, fue asignada como Gobernadora del Pueblo Cinco por su padre, con un grupo de Chicas Oficiales Civiles para ayudar con el papeleo.
Rosalind Grietch (ロザリンド＝グリッチ Rozarindo?), Roage Mammonrose (ロアージュ＝マモンロズ Roaju?) y Claccasé Bugal (クラカッセ＝プギャル Kurakasse?)
 Seiyū: Riho Tsuda (Rosalind), Reo Osanai (Roage), Kotori Koiwai (Claccasé)
Tres chicas nobles que le contaron a Yuri las verdades a medias sobre el Pueblo Gran Árbol, lo que la llevó a su frustrada invasión. Se quedaron atrás en el pueblo como asistentes del ayuntamiento de Flowrem (ahora conocidas como las "Chicas del Ayuntamiento").

### Sirvientasogro
Anne (アン An?)
 Seiyū: Yukiyo Fujii
Actúa como representante de las sirvientas ogras que vinieron a residir en el pueblo con Flora. Ella tiende a encerrar a Hiraku en su habitación con una chica cada vez que lo desea; a pesar de sus gemidos de protesta.
Lamulias (ラムリアス Ramuriasu?)
 Seiyū: Yūka Aisaka
Una de las sirvientas ogro que se convirtió en administradora de viviendas del pueblo.

### Elfos
Lea (リア Ria?)
 Seiyū: Lynn (actriz de voz)
La líder de un grupo de chicas elfas nobles. Su pueblo fue destruido por humanos en una guerra hace 200 años, y han estado vagando sin hogar desde entonces hasta que Tia los llevó al Pueblo Gran Árbol de Hiraku. Contribuyen a la granja estableciendo una herrería para fabricar herramientas y armas de metal e incluso aportando otras tecnologías, como la construcción de edificios y la repostería.
Ya (ヤー Yā?)
 Seiyū: Riho Sugiyama
El líder de un grupo de elfos de las montañas que llegaron al pueblo para quedarse. Ella en particular sabe dónde encontrar la mejor arcilla para la loza de Hiraku.

### Otros personajes
Daga (ダガ?)
 Seiyū: Haruki Ishiya
Daga es el representante de los Hombres lagarto que vinieron con Tia al pueblo. Se distingue de los demás por un pañuelo rojo que le dio Hiraku, atado a la parte superior del brazo derecho; ya que Hiraku no puede distinguir los géneros no mamíferos.
Flora (フローラ Furōra?)
 Seiyū: Miyu Tomita
Hermana vampira de Lu e investigadora cuyo interés en el proceso de fermentación la hizo mudarse al pueblo. Ella trajo a la finca sus dos primeras cabezas de ganado y se sorprende de que su hermana se haya asentado.
Donovan (ドノバン Donoban?)
 Seiyū: Kōsei Hirota
El líder de los enanos mayores que trajo al pueblo el proceso de destilación. Él y su grupo se convirtieron más tarde en los cerveceros residentes del Pueblo Gran Árbol.
Sena (セナ?)
 Seiyū: Machico (cantante)
Líder femenina de los Hombres bestia que vinieron a vivir al Pueblo Gran Árbol, siendo ella la hija del jefe del Pueblo Aullador.

## Contenido de la obra

### Novelas ligeras
Escritas por Kinosuke Naito, Isekai Nonbiri Nōka comenzó a publicarse en línea a través del sitio web de publicación de novelas generado por el usuario Shōsetsuka ni Narō el 29 de diciembre de 2016. La serie fue adquirida más tarde por Enterbrain, quien comenzó a publicar las novelas con ilustraciones de Yasumo el 30 de octubre de 2017. Se han publicado dieciocho volúmenes hasta la fecha.

#### Lista de volúmenes
| Volúmenes de novelas ligeras publicadas | Volúmenes de novelas ligeras publicadas | Volúmenes de novelas ligeras publicadas                                           |
| Número                                  | Fecha de lanzamiento                    | ISBN                                                                              |
| --------------------------------------- | --------------------------------------- | --------------------------------------------------------------------------------- |
| 1                                       | 30 de octubre de 2017                   | ISBN 978-4-04-734848-6                                                            |
| 2                                       | 5 de marzo de 2018                      | ISBN 978-4-04-735018-2                                                            |
| 3                                       | 5 de julio de 2018                      | ISBN 978-4-04-735221-6                                                            |
| 4                                       | 5 de noviembre de 2018                  | ISBN 978-4-04-735393-0                                                            |
| 5                                       | 5 de abril de 2019                      | ISBN 978-4-04-735590-3                                                            |
| 6                                       | 30 de septiembre de 2019                | ISBN 978-4-04-735733-4                                                            |
| 7                                       | 8 de abril de 2020                      | ISBN 978-4-04-736018-1                                                            |
| 8                                       | 7 de agosto de 2020                     | ISBN 978-4-04-736205-5                                                            |
| 9                                       | 28 de diciembre de 2020                 | ISBN 978-4-04-736455-4                                                            |
| 10                                      | 30 de abril de 2021                     | ISBN 978-4-04-736521-6 (Edición normal) ISBN 978-4-04-736522-3 (Edición especial) |
| 11                                      | 30 de septiembre de 2021                | ISBN 978-4-04-736796-8                                                            |
| 12                                      | 31 de marzo de 2022                     | ISBN 978-4-04-736983-2                                                            |
| 13                                      | 30 de agosto de 2022                    | ISBN 978-4-04-737139-2                                                            |
| 14                                      | 28 de diciembre de 2022                 | ISBN 978-4-04-737310-5                                                            |
| 15                                      | 28 de abril de 2023                     | ISBN 978-4-04-737433-1                                                            |
| 16                                      | 30 de octubre de 2023                   | ISBN 978-4-04-737662-5                                                            |
| 17                                      | 28 de junio de 2024                     | ISBN 978-4-04-738029-5                                                            |
| 18                                      | 31 de enero de 2025                     | ISBN 978-4-04-738198-8                                                            |
| 19                                      | 29 de agosto de 2025                    | ISBN 978-4-04-738537-5                                                            |

### Manga
Una adaptación de manga ilustrada por Yasuyuki Tsurugi comenzó inicialmente una serialización en línea a través del sitio web ComicWalker de Kadokawa el 12 de octubre de 2017. Más tarde comenzó la serialización en la revista de manga shōnen Monthly Dragon Age de Fujimi Shobo el 9 de noviembre de 2017. Sus capítulos individuales se han recopilado en catorce volúmenes tankōbon. En Norteamérica, el manga está licenciado por One Peace Books en formato impreso y digital.

#### Lista de volúmenes
| Volúmenes de manga publicados | Volúmenes de manga publicados | Volúmenes de manga publicados |
| Número                        | Fecha de lanzamiento          | ISBN                          |
| ----------------------------- | ----------------------------- | ----------------------------- |
| 1                             | 5 de marzo de 2018            | ISBN 978-4-04-072604-5        |
| 2                             | 5 de julio de 2018            | ISBN 978-4-04-072777-6        |
| 3                             | 5 de abril de 2019            | ISBN 978-4-04-073130-8        |
| 4                             | 9 de septiembre de 2019       | ISBN 978-4-04-073320-3        |
| 5                             | 9 de enero de 2020            | ISBN 978-4-04-073425-5        |
| 6                             | 7 de agosto de 2020           | ISBN 978-4-04-073764-5        |
| 7                             | 9 de marzo de 2021            | ISBN 978-4-04-074010-2        |
| 8                             | 9 de septiembre de 2021       | ISBN 978-4-04-074237-3        |
| 9                             | 8 de abril de 2022            | ISBN 978-4-04-074499-5        |
| 10                            | 7 de enero de 2023            | ISBN 978-4-04-074827-6        |
| 11                            | 7 de julio de 2023            | ISBN 978-4-04-075042-2        |
| 12                            | 9 de febrero de 2024          | ISBN 978-4-04-075322-5        |
| 13                            | 9 de septiembre de 2024       | ISBN 978-4-04-075584-7        |
| 14                            | 7 de marzo de 2025            | ISBN 978-4-04-075833-6        |
| 15                            | 9 de septiembre de 2025       | ISBN 978-4-04-076085-8        |

### Anime
Se anunció una adaptación de la serie al anime el 29 de marzo de 2022. La serie está producida por Zero-G y dirigida por Ryōichi Kuraya, con guiones escritos por Tōko Machida, diseños de personajes a cargo de Yoshiko Saitō, quien también se desempeña como director de animación en jefe, y música compuesta por Yasuharu Takanashi y Johannes. Nilsson. La serie se estrenó el 6 de enero de 2023 en AT-X y otras cadenas. El tema de apertura es «Flower Ring», intepretado por Shino Shimoji y Aya Suzaki, mientras que el tema de cierre es «Feel the winds», interpretado por la VTuber Hizuki Yui. Sentai Filmworks obtuvo la licencia de la serie fuera de Asia, y lo transmitirá en Hidive.